# La Corde (mini-série)
Cet article concerne une mini-série française. Pour le film d’A. Hitchcock avec J. Stewart, voir La Corde.
Pour les articles homonymes, voir La Corde et Corde.
La Corde est une mini-série télévisée dramatico-fantastique française créée par Dominique Rocher et Éric Forestier qui est disponible sur arte.tv du 28 décembre 2021 jusqu'au 25 février 2022 et diffusée à la télévision à partir du 27 janvier 2022 sur Arte.
Adaptée du roman éponyme allemand de Stefan aus dem Siepen (de), la mini-série est composée de trois épisodes de 52 minutes.

## Synopsis
Un petit groupe de scientifiques isolés dans une base en Norvège découvre une mystérieuse corde, en apparence sans fin, qui longe leur observatoire et s’enfonce dans la forêt voisine immense. Certains décident de la suivre, d'autres restent à la base. Tandis que l’innocente expédition se transforme peu à peu en quête déterminée à percer ce mystère, tous vont se trouver confrontés aux lourdes conséquences de leurs choix.

## Distribution
- Suzanne Clément : Agnès Mueller
- Jeanne Balibar : Sophie Rauk[2]
- Jean-Marc Barr : Serge Morel
- Christa Theret : Leïla
- Tom Mercier : Joseph
- Richard Sammel : Bernhardt Mueller
- Jakob Cedergren : Ulrik
- Isabelle de Hertogh : Hélène
- Raphaëlle Bruneau : Fanny Morel
- Planitia Kenese : Dani Johannes
- Gilles Vandeweerd : Liam
- Mark Irons : Raimund (voix)

## Fiche technique
- Titre original : La Corde
- D'après : Stefan aus dem Siepen (de)
- Scénario : Dominique Rocher, Eric Forestier
- Réalisation : Dominique Rocher
- Photographie : Jordane Chouzenou
- Montage : Isabelle Manquillet
- Musique : Grégoire Hetzel
- Sociétés de production : Les Films de l'Instant, Arte France, Versus Production
- Production : Pierre Garnier, Carine Boyé
- Société de distribution : Wild Bunch TV

## Production
La Corde est une série mêlant thriller fantastique et drame humain. Réalisée par Dominique Rocher d’après le roman allemand de Stefan aus dem Siepen, elle est produite par Les Films de l'Instant en co-production avec Arte France et Versus Production. La Corde a été tournée entre septembre et décembre 2020 en France, en Belgique et au Maroc.
Le site utilisé pour l'observatoire d'astrophysique (lieu principal de l'action) est la station terrienne de télécommunications spatiales de Lessive située en Belgique.